# Torrell Martin
Torrell Martin (* 13. Februar 1985 in Columbia, South Carolina) ist ein US-amerikanischer Basketballspieler. Nach dem Studium in seinem heimatlichen US-Bundesstaat spielte er ab 2007 als Profi in Europa. Nach Stationen in Polen, der Türkei und Griechenland spielte er von 2009 bis 2012 für die Eisbären aus Bremerhaven in der deutschen Basketball-Bundesliga. Anschließend spielte Martin für verschiedene Vereine in der französischen Ligue Nationale de Basket.

## Karriere
Während seines Studiums an der Winthrop University in Rock Hill war Martin für das Hochschulteam Eagles in der Big South Conference der NCAA aktiv. Mit dem Team gelang während seiner vierjährigen Collegekarriere dreimal der Einzug in die landesweite Endrunde, dabei gelang in seinem Senior-Jahr 2007 eine Erstrundenüberraschung gegen die Fighting Irish der University of Notre Dame. Dies war der erste Erfolg eines Teams der Big South Conference im Endrundenturnier überhaupt, in der darauffolgenden Runde unterlag man den Ducks der University of Oregon.
Nach seinem Studium wurde Martin 2007 Profi und spielte seine erste Saison für Śląsk aus Breslau in der PLK. Die darauffolgende Spielzeit trat er in der TBL für Kepez in der Provinz Antalya an. Die Mannschaft startete mit neun Auftaktniederlagen und nach 15 Saisonspielen löste man den Vertrag und Martin wechselte in die griechische A1 Ethniki nach Kavala. Zur BBL-Saison 2009/10 wechselte Martin zum deutschen Erstligisten Eisbären Bremerhaven. Die Eisbären hatte eine sportlich enttäuschende Spielzeit hinter sich, die auf einem Abstiegsplatz geendet hatte und in der der Klassenerhalt nur durch den Erwerb einer frei gewordenen Erstligalizenz gesichert worden war. Unter dem neuen Trainer Douglas Spradley gelang mit neu formiertem Team inklusive Martin die Rückkehr in die Play-offs um die Deutsche Meisterschaft in den folgenden beiden Spielzeiten.
Nachdem er in Rückrunde der Saison 2011/2012 aufgrund von Verletzungen nicht mehr in das Spielgeschehen eingreifen konnte, erhielt Martin keinen neuen Vertrag in Bremerhaven. Zunächst fand er keinen neuen Verein, bis er schließlich im Oktober einen Vertrag in Frankreich bei SLUC Basket aus Nancy erhielt, nachdem sich dort der ehemalige Bundesliga-Profi Jamal Shuler am Kreuzband verletzte. Ende Februar 2013 verließ Martin den Verein wieder und wechselte zum Ligakonkurrenten Loiret Basket aus Orléans. Nachdem er zu Beginn der folgenden Saison 2013/14 noch einmal zwei Spiele für seinen bisherigen Verein absolviert hatte, wechselte er bereits Mitte Oktober zum Ligakonkurrenten Sharks aus Antibes als Ersatz für seinen längerfristig verletzten Landsmann Anthony Hilliard. Am Jahresende verließ er den Verein und wurde zu Beginn des Jahres 2014 für einen weiteren verletzten Landsmann von Chorale Basket aus Roanne verpflichtet, wo er unter Trainer Luka Pavićević spielte, der bereits als Trainer 2008 deutscher Meister geworden war. Nach einem Monat endete der Vertrag und Martin wurde von Élan Béarnais aus Pau verpflichtet, welche in der Saison 2013/14 die vierte französische Erstligamannschaft war, für die Martin spielte. Doch auch hier wurde der Vertrag Ende März 2014 nicht verlängert und Martin spielte das Saisonende beim Zweitligisten aus Orchies in der Pro B. Dort spielt er auch in der Saison 2014/15, nachdem er erneut vom Erstliga-Absteiger Chorale Roanne verpflichtet wurde.